# 鋼琴課 (2024年電影)
《鋼琴課》（英語：The Piano Lesson）是一部2024年美國劇情片，由馬爾科姆·華盛頓（Malcolm Washington）執導並與維吉爾·威廉斯合作編劇，這也是華盛頓的導演處女作。主演陣容包括山繆·傑克森、約翰·大衛·華盛頓、雷·費雪、麥可·波斯、艾莉卡·芭朵、史凱拉·愛麗絲·史密斯（Skylar Aleece Smith）、丹妮爾·戴德維勒和柯瑞·霍金斯。電影改編自奧古斯特·威爾遜的1987年同名戲劇作品；劇情以1936年大蕭條後的匹茲堡為背景，講述了查爾斯家族的生活，當中涉及一架傳家寶——即雕刻著被奴役祖先圖樣的家庭鋼琴。
《鋼琴課》2024年11月8日在美國部分戲院上映，同年11月22日在Netflix上串流發行。

## 演員
- 山繆·傑克森飾演多克·查爾斯（Doaker Charles）
- 約翰·大衛·華盛頓飾演博伊·威利·查爾斯（Boy Willie Charles）
- 雷·費雪飾演雷蒙（Lymon）
- 麥可·波斯（英语：Michael Potts (actor)）飾演溫尼·博伊·查爾斯（Wining Boy Charles）
- 艾莉卡·芭朵（英语：Erykah Badu）飾演露西爾（Lucille）
- 史凱拉·愛麗絲·史密斯（Skylar Aleece Smith）飾演瑪蕾莎·查爾斯（Maretha Charles）
- 丹妮爾·戴德維勒飾演伯尼絲·查爾斯（Berniece Charles）
- 柯瑞·霍金斯飾演艾利·布朗（Avery Brown）
- 蓋爾·賓（英语：Gail Bean）飾演多莉（Dolly）
- 潔芮卡·辛頓（英语：Jerrika Hinton）飾演葛蕾絲（Grace）
- 史帝芬·詹姆士（英语：Stephan James (actor)）飾演博伊·查爾斯（Boy Charles）

## 製作
據2023年4月的報導，丹佐·華盛頓的兒子馬爾科姆·華盛頓（Malcolm Washington）將執導奧古斯特·威爾遜戲劇作品《鋼琴課》的改編電影，成為他自己的編導處女作，並與維吉爾·威廉斯合作編寫劇本。電影由Netflix發行，馬爾科姆·華盛頓的哥哥約翰·大衛·華盛頓以及山繆·傑克森、雷·費雪、丹妮爾·戴德維勒、麥可·波斯和柯瑞·霍金斯主演。此前，約翰·大衛·華盛頓、傑克森、費雪和波斯曾在2022年的百老匯舞台劇中演出該劇，他們也在本片中回歸詮釋各自的角色。
電影2023年4月在亞特蘭大開拍。匹茲堡電影辦事處對這部作品不會像以前的威爾遜改編作品那樣在該市拍攝表示失望。

## 發行
《鋼琴課》在特柳賴德影展上舉行全球首映，後登上2024年多倫多國際影展的特別展映。電影2024年11月8日在美國部分戲院上映，同年11月22日在Netflix上串流發行。

## 外部連結
- 互联网电影数据库（IMDb）上《鋼琴課》的资料（英文）